# Dicella
Dicella là một chi thực vật có hoa trong họ Malpighiaceae.

## Loài
Chi Dicella gồm các loài: